# تپه خرمالی
تپه خرمالی مربوط به دوران پیش از تاریخ ایران باستان است و در شهرستان آزادشهر، بخش مرکزی، روستای خرمالی واقع شده و این اثر در تاریخ ۳۰ تیر ۱۳۸۴ با شمارهٔ ثبت ۱۲۲۵۰ به‌عنوان یکی از آثار ملی ایران به ثبت رسیده است.